# Pave Bonifatius 3.
Bonifatius 3. (død 12. november 607) var pave fra 19. februar til sin død i 607. På trods af sin korte tid som pave ydede han et væsentligt bidrag til organiseringen af den katolske kirke idet han indførte et dekret, der forbød at alle at diskuteret udnævnelsen af en paves efterfølger. Straffen for at bryde dette var ekskommunikation. Desuden indførte han en regel om, at der ikke måtte fortages noget for at finde en efterfølger til en pave før tre dage efter vedkommendes begravelse. Dette indikerer, at han ønskede at holde valget af paven frit.
Han var søn af Johannes Cataadioce.
Han blev begravet i Peterskirken i Rom  d. 12. november 607.